# Gonatus californiensis
Gonatus californiensis är en bläckfiskart som beskrevs av Young 1972. Gonatus californiensis ingår i släktet Gonatus och familjen Gonatidae. Inga underarter finns listade i Catalogue of Life.